# كلاز
ڭلاز هي قرية مغربية شمال المملكة. تحدها من الشمال جماعة سيدي المخفي و الغرب غفساي و من الجنوب واد ورغة و من الشرق جماعة مزراوة. و تنتمي ڭلاز لإقليم تاونات الجبلي. تضم هذه القرية 18.471 نسمة (إحصاء 2004).